# Godán
Godán es una parroquia y un lugar del concejo español de Salas, en la comunidad autónoma de Asturias.

## Geografía
La parroquia ocupa una extensión de 10,42 km². 
El lugar de Godán se sitúa a una altitud de 225 m s. n. m. y dista 3,1 km de la villa de Salas, capital del concejo.

## Historia
Hacia mediados del siglo XIX, la parroquia, ya por entonces perteneciente al municipio de Salas, tenía contabilizada una población de 550 habitantes. Aparece descrita en el octavo volumen del Diccionario geográfico-estadístico-histórico de España y sus posesiones de Ultramar de Pascual Madoz con las siguientes palabras:

GODAN (San Juan): felig. en la prov. y dióc. de Oviedo (7 leg.), part. jud. de Belmonte (3), ayunt. de Salas (1/4). sit. en terr. montuoso y árido, donde le combaten principalmente los vientos N. y NO.: el clima es bueno, pues no se padecen comunmente otras enfermedades que catarros. Comprende los l. de Ablaneda, Lasala, Otero y el de su nombre que reunen unas 110 casas. La igl. parr. dedicada á San Juan está servida por 1 cura de primer ascenso y patronato real. Hay tambien 2 ermitas tituladas la Concepcion y el Rosario, sit. la primera en el l. de Ablaneda, y la segunda en el de Otero. Confina el térm. N. Salas; E. Cermoño; S. Biescas, y O. San Vicente. Cruza por el mismo un riach., el cual nace en Bodonaya, divide esta felig. de la de San Vicente, y da impulso á 2 molinos harineros. El terreno, aunque pendiente y quebrado, está plantado de árboles y es de mediana calidad. prod. toda clase de cereales, mucho maiz y yerbas de pasto; se cria ganado vacuno, mular, caballar, de cerda, lanar y cabrio; hay caza de perdices y pesca de truchas. pobl.: 110 vec., 550 alm. contr.: con su ayuntamiento. (V.)
(Madoz, 1847, p. 430)

## Geografía humana

### Organización territorial
La entidad colectiva de población de Godán está compuesta por las siguientes entidades singulares:
- Ablaneda
- La Barrosa
- Godán
- Otero (Outeiro)[1]
- La Sala
- La Ortosa (L'Artosa)[1]
- Reguera Oscura (Reguerascura)[1]

## Patrimonio
Su templo parroquial está dedicado a San Juan Bautista.